# Le Wagon de troisième classe
Le Wagon de troisième classe est un tableau d'Honoré Daumier, peint vers 1864, dans lequel l'artiste dénonce la pauvreté. Il est conservé au Musée des beaux-arts du Canada d'Ottawa, qui l'a acquis en 1946. Daumier entama une autre version qu'il n'acheva pas et qui est conservée au Metropolitan Museum of Art de New York, auquel il a été légué en 1929 par madame Havemeyer.

## Description du tableau
Le Wagon de troisième classe est une peinture à l'huile sur toile de 65,4 × 90,2 cm. Il représente des voyageurs des premiers chemins de fer assis dans un wagon (plus exactement une voiture de chemin de fer dans la terminologie française des transports ferroviaires). Dans ce tableau réaliste, Daumier n'a pas choisi de représenter les riches bourgeois voyageant en première classe, mais le petit peuple de la troisième classe, afin de dénoncer la misère qui régnait dans une grande partie de la société française à cette époque. C'est, pour l'artiste, le reflet d'une réalité que certains préféraient occulter.
Cette représentation du réel est dérangeante, non pas tant par ce qui est montré, les personnages, les vêtements, ces enfants misérables, que par la force des regards. Les yeux sombres de la femme au panier, au premier plan, fixant le spectateur de l'œuvre, paraissent terriblement accusateurs et traduisent le profond désarroi qui habite ces petites gens, dans leur vie de souffrance et de misère. Au premier plan nous avons également une femme avec son enfant et un jeune garçon. Au second plan, nous pouvons apercevoir d'autres personnes vivant également dans la souffrance, la misère… Ce tableau est marqué par des lignes majoritairement horizontales.